# Ibrahim Afellay
Ibrahim Afellay (arabisch إبراهيم أفيلاي * 2. April 1986 in Utrecht, Niederlande) ist ein ehemaliger niederländischer Fußballspieler marokkanischer Herkunft. Der offensive Mittelfeldspieler stand zuletzt bei der PSV Eindhoven unter Vertrag.

## Karriere

### Verein

#### Anfänge und die PSV
Afellays erster Fußballklub war die USV Elinkwijk. Sein erster Trainer stellte Afellay im Alter von acht Jahren auf die Torhüter-Position. Als ein Verteidiger fehlte, wurde er Feldspieler und spielte in kurzer Zeit auf allen Positionen. Später wechselte er in die Jugend der PSV Eindhoven. Am 4. Februar 2004 debütierte er im Alter von 17 Jahren im Pokalspiel gegen NAC Breda für die erste Mannschaft des Vereins. In der gleichen Saison kam er auf weitere drei Einsätze im Ligaspielbetrieb. In der Folgesaison hatte er sieben Einsätze. In der Spielzeit 2005/06 rückte er aufgrund von Verletzungen von DaMarcus Beasley und Mika Väyrynen in die Startformation. Am 13. September 2005 absolvierte er sein Debüt in der UEFA Champions League gegen den FC Schalke 04. Da im Sommer 2005 Führungsspieler wie Johann Vogel und Mark van Bommel den Verein verlassen hatten, konnte Afellay sich in die Stammelf spielen und absolvierte 23 Ligaspiele. Von 2005 bis 2008 wurde er mit Eindhoven viermal in Folge niederländischer Meister.

#### FC Barcelona
Zum 1. Januar 2011 schloss Afellay beim FC Barcelona einen Vertrag über viereinhalb Jahre ab. Die Ablösesumme betrug drei Millionen Euro. Außerdem wurde der PSV Eindhoven eine Beteiligung an der Ablösesumme, die vertraglich auf 100 Millionen Euro festgelegt wurde, bei einem Weiterverkauf Afellays zugesichert. Ebenfalls vereinbart wurde, dass die beiden Vereine bei den Feierlichkeiten zum 100-jährigen Bestehen der PSV Eindhoven im Jahr 2013 ein Freundschaftsspiel austragen werden.
Sein Debüt für Barça gab Afellay im Pokalspiel gegen Athletic Bilbao am 5. Januar 2011. In der Primera División kam er zu 16 Einsätzen und hatte dabei siebenmal das Startelfmandat. Afellay gewann mit dem FC Barcelona das Triple aus Meisterschaft, Copa del Rey und der Champions League. Den Großteil der Folgesaison verpasste er wegen eines Kreuzbandrisses und aus diesem Grund kam er im Ligaalltag zu lediglich vier Spielen. Sowohl in der Liga als auch in der Copa del Rey gelang die Titelverteidigung, in der „Königsklasse“ folgte das Aus im Halbfinale gegen den späteren Titelträger FC Chelsea.

#### Leihe zum FC Schalke 04
Im Sommer 2012 wurde Afellay für die Saison 2012/13 an den FC Schalke 04 ausgeliehen. Sein Bundesligadebüt gab er am 1. September 2012 (2. Spieltag) beim 3:1-Sieg im Heimspiel gegen den FC Augsburg. Am 7. Spieltag der Saison 2012/13 erzielte er gegen den VfL Wolfsburg seinen ersten Treffer für die Königsblauen. Nach einem vielversprechenden Start in die Saison (unter anderem mit Treffern zum zwischenzeitlichen 0:1 im Derby bei Borussia Dortmund und zum 0:2 bei Arsenal London in der Champions League) zog sich Afellay gegen Ende der Hinrunde einen Muskelfaserriss zu, der ihn lange außer Gefecht setzen sollte. Während der Arbeit an seinem Comeback zog er sich im Wintertrainingslager eine Muskelverletzung zu, die das so gut wie sichere Saison-Aus für ihn bedeutete. Als Reaktion auf Afellays Ausfall verpflichtete der Verein Michel Bastos. Nach dem letzten Heimspiel wurde er in Abwesenheit in der Veltins-Arena verabschiedet, ohne noch ein Mal nach seiner Verletzung für Schalke gespielt zu haben.

#### Rückkehr nach Barcelona
Nach dem Ende des Leihgeschäftes kehrte Afellay zur Saison 2013/14 zum FC Barcelona zurück. Aufgrund von Verletzungen kam er allerdings nur zu jeweils einem Einsatz in der Liga und im Pokal.

#### Leihe zu Olympiakos Piräus
Zur Saison 2014/15 wechselte Afellay für ein Jahr auf Leihbasis in die griechische Super League zu Olympiakos Piräus.

#### Stoke City
Nach Ablauf der einjährigen Leihe wechselte er zu Stoke City und unterschrieb einen bis 2017 gültigen Vertrag, der bis Juni 2019 verlängert, jedoch im Januar 2019 aufgelöst wurde.

#### Rückkehr nach Eindhoven und Karriereende
In der Sommerpause 2019 kehrte er zu seinem Jugendverein PSV Eindhoven zurück. Nachdem er seit Sommer 2020 ohne Verein geblieben war, erklärte er Ende Januar 2021 seine aktive Karriere für beendet.

### Nationalmannschaft

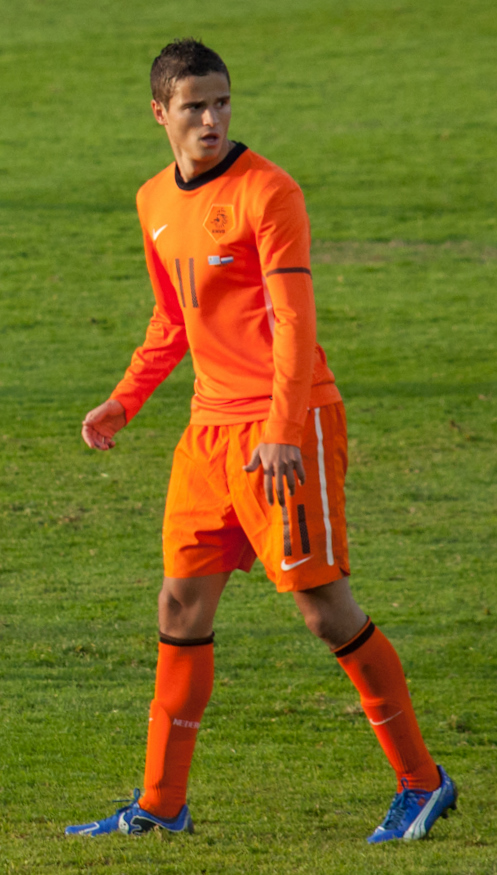
Ibrahim Afellay im Jahre 2011

Afellay ist marokkanischer und niederländischer Staatsangehöriger. Er entschied sich für die niederländische Nationalmannschaft, in der er am 28. März 2007 debütierte. Mit dem Team nahm er als jüngster niederländischer Spieler an drei Spielen der Europameisterschaft 2008 teil.
Auch bei der WM 2010 in Südafrika gehörte er zum Kader der Niederlande und kam in drei Spielen des späteren Vize-Weltmeisters zum Einsatz. Seine ersten Tore in der Nationalelf erzielte er im Doppelpack am 12. Oktober 2010 beim Spiel gegen Schweden. Bei der Europameisterschaft 2012 in Polen und der Ukraine gehörte er zum niederländischen Kader.

## Erfolge
Verein
- UEFA Champions League: 2011
- UEFA Super Cup: 2011
- FIFA-Klub-Weltmeister: 2011
- Spanischer Meister: 2011
- Spanischer Pokal: 2012
- Spanischer Supercup: 2011
- Niederländischer Meister: 2005, 2006, 2007, 2008
- Niederländischer Pokalsieger: 2005
- Niederländischer Supercupsieger: 2008
- Griechischer Meister: 2015
- Griechischer Pokalsieger: 2014/15

Nationalmannschaft
- Vize-Weltmeister: 2010